# Brachystegia
Brachystegia is een geslacht uit de vlinderbloemenfamilie (Fabaceae). Het is een geslacht van bomen die voorkomen in Tropisch Afrika, daar worden deze bomen miombo genoemd. Het zijn de dominerende soorten bomen in het miombobos. Dit bostype bereikt in Midden-Afrika, speciaal in de strook landen van Angola tot Mozambique, de grootste diversiteit.

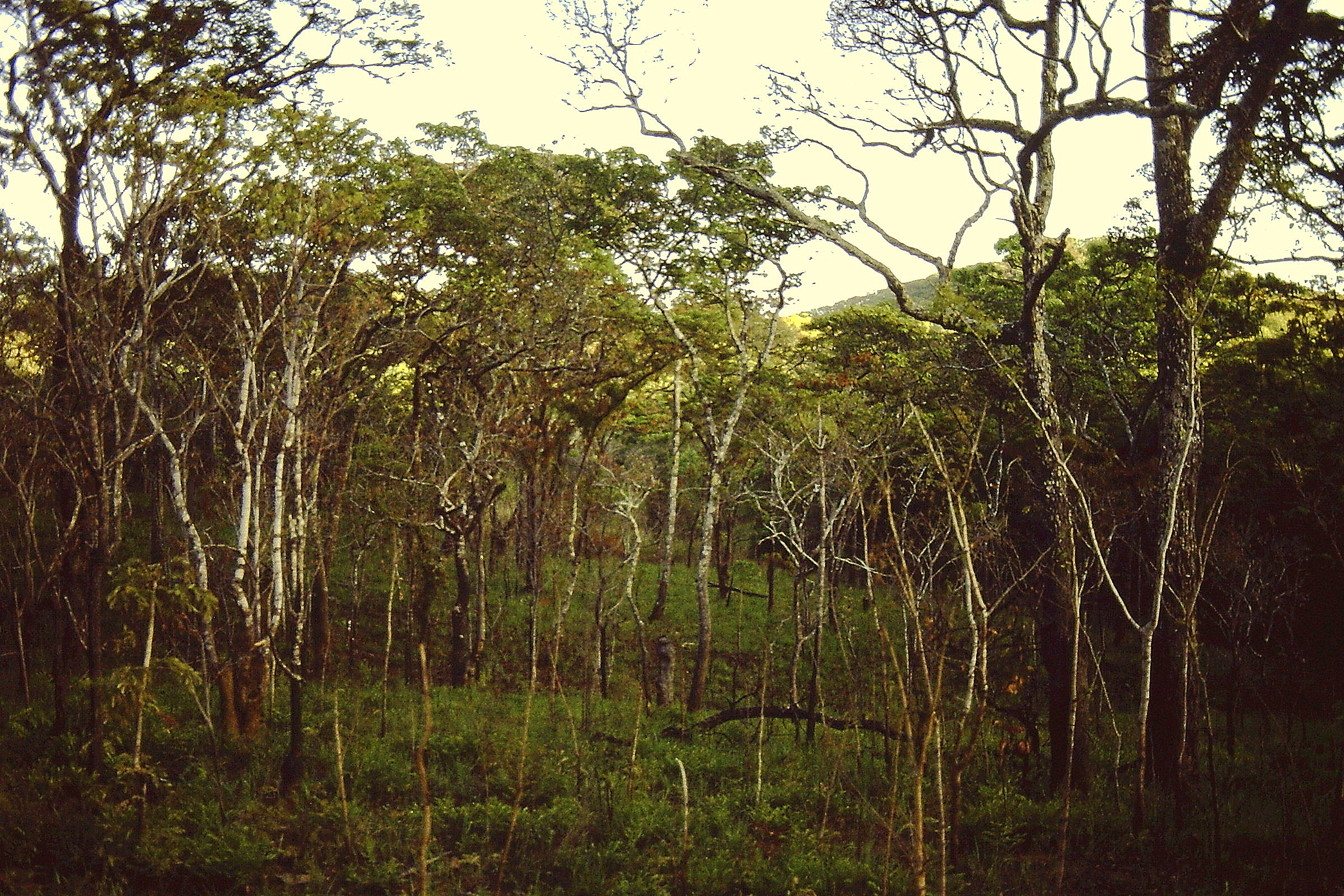
Miombobos in Noord-Mozambique